# Física y química
Física y química és el desè disc de Joaquín Sabina.
El disc va ser produït per Antonio García de Diego, Pancho Varona i Joaquín Sabina.

## Llista de cançons
1. "Y nos dieron las diez" - 5:04
2. "Conductores suicidas" - 5:02
3. "Yo quiero ser una chica Almodovar" - 4:11
4. "A la orilla de la chimenea" - 4:09
5. "Todos menos tu" - 4:25
6. "La del pirata cojo" - 4:39
7. "La canción de las noches perdidas" - 3:54
8. "Los cuentos que yo cuento" - 3:27
9. "Peor para el sol" - 4:55
10. "Amor se llama el juego" - 4:33
11. "Pastillas para no soñar" - 3:58